# タッチ-A.S.A.P.-/上海ダーリン
「タッチ-A.S.A.P.-/上海ダーリン」（タッチ・エー・エス・エー・ピー/シャンハイダーリン）は、Dancing Dollsの1枚目両A面シングル。2012年9月12日にソニー・ミュージックレコーズから発売された。

## 概要
CD+DVDの初回生産限定盤とCDのみの通常盤の2形態で発売。

## 収録曲
1. タッチ-A.S.A.P.- [4:08]
作詞：Dancing Dolls・康珍化、作曲：3rd Productions・芹澤廣明
テレビアニメ『タッチ』のテーマをサンプリングしている[2][3]。
2. 上海ダーリン [3:03]
作詞・作曲：ORANGE RANGE
ORANGE RANGEの「上海ハニー」のリメイク版[4]。
3. メロメロバッキュン [3:16]
作詞・作曲：鬼龍院翔（ゴールデンボンバー）、編曲：重永亮介[5]
4. タッチ-A.S.A.P.-（Instrumental）

初回生産限定盤付属DVD
1. タッチ-A.S.A.P.- Music Video
2. 上海ダーリン Music Video
3. 大阪"城天"からやってきたDancing Dollsです!!（ドキュメント映像）

## 発売記念イベント
- 2012年8月26日 あべのキューズモール 3F スカイコート（大阪府）[6]
- 2012年9月12日 阪急西宮ガーデンズ[6]
- 2012年9月17日 阪急西宮ガーデンズ[6]